# イダ・ヴィフリ

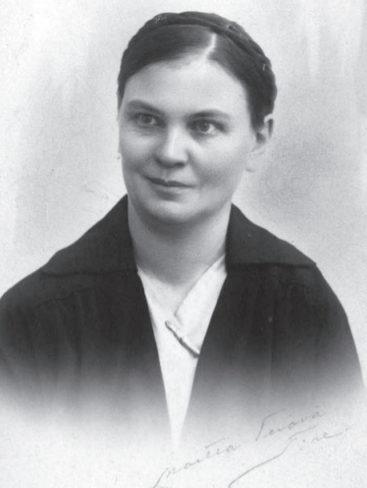
1929年

イダ・ヨハンナ・ヴィフリ（Ida Johanna Vihuri, 1882年8月18日 - 1929年9月7日）は、フィンランドの政治家。フィンランド社会民主党所属の国会議員（1922年から1929年まで）。

## 生涯と経歴
1882年8月18日、レンパーラ（英語）の農家の家に生まれる。13歳のときからタンペレにてフィンレイソン（英語）社の綿花工場で働き、1905年のゼネストを経て地元の労働組合支部に入り、工場の主要な組合員になった。
1918年のフィンランド内戦では、ヴィフリは赤軍派に属し、タンペレの戦い（英語）の後捕虜となり、終身刑を言い渡されたが1920年に恩赦を受けた。1922年の国会議員選挙（英語）で当選し、国会議員に選出された。
1929年9月7日、クル（英語）で開催される党大会に向かう途中、搭乗していたSSクル号（英語）がネシ湖で沈没した事故に巻き込まれ42歳で死去し、カレヴァンカンガス墓地（英語）に埋葬された。

## 著名な家族
姉は同じく政治家のKaisa Hiilelä（フィンランド語）。
2人目の甥は文部大臣を務めたレイノ・オイッティネン。